# Bill Drummond
William Drummond, meglio conosciuto come Bill Drummond (Butterworth, 29 aprile 1953), è un musicista, artista e scrittore scozzese naturalizzato sudafricano.
Viene ricordato per essere fondatore dell'etichetta discografica Zoo Records nonché membro dei gruppi musicali The KLF e Big in Japan.

## Biografia
Dopo essersi trasferito a Liverpool per studiare arte, entra a far parte dei Big in Japan con Holly Johnson (futuro cantante dei Frankie Goes to Hollywood) e Ian Broudie (fondatore dei Lightning Seeds) lungo la seconda metà degli anni settanta. Nel 1986 pubblica il suo unico album solista The Man e intraprende, un anno più tardi, un sodalizio artistico di successo con Jimmy Cauty dei KLF. Benché ripresa sporadicamente lungo gli anni novanta, la loro collaborazione terminerà nel 1992.
Parallelamente a quella musicale, Drummond ha avviato una carriera di scrittore (iniziata nel 1988 con la pubblicazione di The Manual, scritto a quattro mani con Cauty) e di artista (noto è il suo happening Watch the K Foundation Burn a Million Quid, durante il quale bruciò un milione delle sterline guadagnate durante la sua militanza nei KLF). Drummond  incitò i fan a trasformare il 21 novembre in una giornata di "digiuno musicale", che battezzò No music day. Secondo l'artista, infatti, "via via che ci inoltreremo nel ventunesimo secolo cominceremo a desiderare musica che non si possa ascoltare ovunque, in qualsiasi momento e facendo qualsiasi cosa. Cominceremo a cercare musica che abbia una specificità temporale e spaziale, musica che non possa essere una semplice colonna sonora".

## Discografia solista
- 1986 - The Man
- 1987 - The King of Joy (EP)

## Opere
- The Manual (How to Have a Number One the Easy Way) KLF Publications, 1988 (con Jimmy Cauty)
- Bad Wisdom, Penguin Books 1996 (con Mark Manning)
- From the Shores of Lake Placid and other stories, Ellipsis, 1998
- Annual Report to The Mavericks, Writers And Film Festival, Penkiln Burn, 1998
- 45 Penkiln Burn, 2000
- How To Be An Artist, Penkiln Burn, 2002
- Wild Highway, Creation Books, 2005, (con Mark Manning)
- Scores 18-76, Penkiln Burn, 2006
- 17, Beautiful Books, 2008
- $20,000, Penkiln Burn, 2010
- Man Makes Bed, Penkiln Burn, 2011
- Imajine by Claudel Casseus with Introduction by Bill Drummond, Penkiln Burn, 2011
- Man Shines Shoes, Penkiln Burn, 2011
- Ragworts, Penkiln Burn, 2012
- 100, Penkiln Burn, 2012